# Sportkring Beveren (4068)

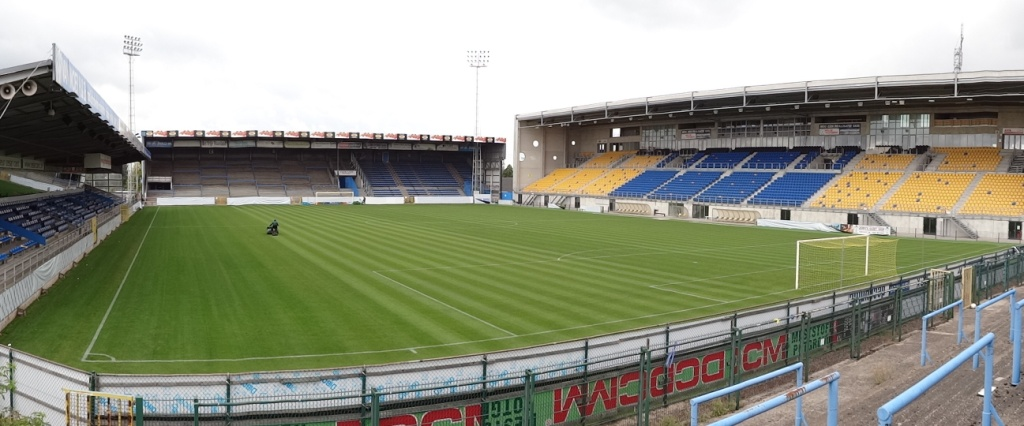
Het stadion - Freethiel

Sportkring Beveren, beter bekend onder de kortere naam SK Beveren, is een Belgische voetbalclub uit Beveren. De club is aangesloten bij de KBVB met stamnummer 4068 en heeft geel en blauw als kleuren. De ploeg ontstond in 1936 in Haasdonk en sloot zich in 1944 bij de KBVB aan als FC Red Star Haasdonk. De laatste 20 jaar is de club meermaals van naam en locatie veranderd. In 2002 verhuisde de club naar Sint-Niklaas en veranderde zijn naam in KV Red Star Waasland. Vanaf 2010 speelde het verder in Beveren onder de naam Koninklijke Voetbalclub Red Star Waasland - Sportkring Beveren. Sinds 1 juli 2022 draagt de club de naam Sportkring Beveren.
Actuele pagina voor het seizoen 2025-2026 met updates van de spelerskern en resultaten.

## FC Red Star Haasdonk
De ploeg Red Star werd in de wijk 't Ster nabij Haasdonk opgericht door Robert Waterschoot in 1936. De ploeg sloot aanvankelijk aan bij de Vlaamsche Voetbal Bond, een amateurbond die met de KBVB rivaliseerde. In 1944 sloot de club als FC Red Star Haasdonk aan bij de KBVB en kreeg stamnummer 4068. In 1948 raakte de club voor het eerst in de hoogste provinciale afdeling. De komende decennia zou de club voortdurend in de provinciale reeksen spelen, tot in de laagste reeks (Vierde Provinciale) toe. Bij het 25-jarige bestaan in 1961 kon de club in de hoogste provinciale reeks aantreden. Nadien viel de ploeg weer terug tot de laagste provinciale reeksen. Pas in 1980 begon men met de titel in vierde provinciale aan een nieuwe opmars.
In 1993 werd voorzitter Robert Waterschoot gehuldigd. Hij was toen 50 jaar voorzitter van de club en stopte ermee. Melchior Roosens volgde hem op. In 1994/95 werd Red Star kampioen in tweede provinciale, in 2000 werd de titel in eerste provinciale gehaald en promoveerde de club voor het eerst naar de nationale reeksen. Ook in de Beker van België was Red Star succesvol met het behalen van de vijfde ronde. Het eerste seizoen in de nationale Vierde Klasse leverde opnieuw de titel op, waardoor de club meteen doorstootte naar Derde Klasse. In de beker raakte Red Star tot in de 1/16 finales, waar AA Gent op de Freethiel verlengingen nodig had om door te stoten.

## KV Red Star Waasland
Het eigen Robert Waterschootstadion voldeed echter niet meer aan alle normen van derde klasse en werd te klein. In 2002 verhuisde de club op vraag van het Sint-Niklase stadsbestuur naar het Puyenbekestadion, het oude stadion waar tot 2000 de ter ziele gegane ploeg Sint-Niklase SK had gespeeld. Bij deze verhuis werd de naam van de club veranderd naar KV Red Star Waasland. Het oude stadion werd nog tot 2009 gebruikt voor de nationale jeugd- en beloftenploegen.
In 2004 speelde het team kampioen in Derde klasse en promoveerde zo voor het eerst naar Tweede Klasse, waar meteen een plaats in de eindronde werd afgedwongen. In 2006 werd aanvaller Kristof Arijs topschutter in Tweede klasse met 19 doelpunten. In de Beker van België haalde men de 1/16de finales, waar streekrivaal KSK Beveren met 0-1 te sterk bleek. In het seizoen 2007/08 haalde RSW de achtste finales in de Beker Van België. Tegen RSC Anderlecht gingen men strijdvol ten onder met 2-0 in het Astridpark. In 2008/09 eindigde Red Star vierde en mocht zo meedoen aan de eerste fase van de eindronde. Lierse SK bleek er echter te sterk. In datzelfde jaar werd Hervé Ndjana Onana topschutter met 26 doelpunten.
Ondertussen groeide in Haasdonk de vraag om opnieuw een club in het dorp zelf te hebben. Een groep vrijwilligers richtten daarom in het dorp een geheel nieuwe club op, Herleving Red Star Haasdonk. De club sloot zich aan bij de Belgische Voetbalbond, waar het stamnummer 9524 kreeg, en startte in 2009/10 in vierde provinciale, het allerlaagste niveau.

## Waasland-Beveren
In het voorjaar van 2010 kende streekgenoot KSK Beveren financiële en sportieve problemen. De roemrijke ex-eersteklasser trok zijn licentie aanvraag in en zakte vrijwillig naar Derde Klasse. Een officiële en juridische fusie die werd opgedrongen door de Beverense burgemeester Marc van de Vijver was geen optie omdat de schulden van KSK Beveren dan werden overgedragen op een fusieclub. De eerste ploeg van KSK Beveren verdween, Red Star Waasland werd herdoopt in Koninklijke Voetbalclub Red Star Waasland - Sportkring Beveren, afgekort tot Waasland-Beveren en ging in het stadion van Beveren, de Freethiel, spelen. KSK Beveren behield nog 1 seizoen haar jeugdploegen en ging daarna alleen nog met een damesploeg verder tot in 2022 in onderling overleg met Waasland-Beveren het stamnummer 2300 werd vrijgegeven en het opnieuw kon aantreden met een mannenploeg.
In het seizoen 2010/11 startte Waasland-Beveren sterk in Tweede klasse: men behaalde de eerste periodetitel en eindigde als vierde. In de eindronde met Lommel United, RAEC Mons en KAS Eupen strandde de club op een gedeelde eerste plaats met RAEC Mons. Een testmatch moest de eindrondewinnaar bepalen. Waasland-Beveren verloor en miste zo de promotie. Een jaar later (seizoen 2011/12) promoveerde de club wel voor het eerst naar Eerste Klasse, na een tweede plaats in de reguliere competitie en winst in de eindronde.
Het eerste seizoen in eerste klasse verliep moeizaam. Pas op zaterdag 1 september 2012 pakte Waasland-Beveren zijn eerste zege met een 2-0-overwinning tegen Cercle Brugge. In november werd trainer Dirk Geeraerd vervangen door Glen De Boeck. Na een spannende degradatiestrijd wist Waasland-Beveren zich te verzekeren van het behoud. Ook in het tweede en derde seizoen op het hoogste niveau streed de club tegen de degradatie. In het seizoen 2013/14 werd Glen De Boeck vervangen door Bob Peeters, die pas op de laatste speeldag het behoud kon verzekeren na een 1-1 gelijkspel tegen Standard. Het seizoen daarna werd Ronny Van Geneugden de nieuwe trainer, maar ook hij werd na slechte resultaten vervangen door Guido Brepoels. Die hield de club miraculeus in eerste klasse. 
Na het vertrek van voorzitter Melchior Roosens en manager Dirk Poppe braken er sportief betere tijden aan onder trainers Stijn Vreven en Philippe Clement. Dirk Huyck werd voorzitter. Samen met Olivier Swolfs kreeg hij Waasland-Beveren financieel weer in beter vaarwater. Maar na het vertrek van Philippe Clement en absolute sterkhouder Ryota Morioka ging het sportief terug naar af. Zowel trainers Yannick Ferrera, Adnan Custovic als Arnauld Mercier werden vroegtijdig bedankt voor bewezen diensten.
In het seizoen 2019-20 stond de club na 29 speeldagen op de laatste plaats. De competitie werd stilgelegd vanwege de uitbraak van COVID-19. Op 15 mei 2020 werd in de Algemene Vergadering van de Pro League beslist (met meer dan tachtig procent van de stemmen) dat de competitie definitief werd stopgezet en de huidige rangschikking als eindklassement te hanteren. Hierdoor degradeerde Waasland-Beveren naar Eerste klasse B, hoewel het de beslissing nog wel aanvocht bij de rechtbank, aangezien het mathematisch nog een kans had om over KV Oostende te springen naar de veilige vijftiende plaats. Op 31 juli 2020 werd na vele procedureslagen uiteindelijk beslist dat de competitie aangevat werd met 18 ploegen. Hierdoor bleef Waasland-Beveren in de Jupiler Pro League en de twee periodekampioenen uit Eerste Klasse B, Beerschot Voetbalclub Antwerpen en OH Leuven, promoveerden naar Eerste Klasse A.
In september 2020 kwam de club in Amerikaanse handen. Het bedrijf Bolt Football Holdings kocht 97,48% van de aandelen en eind oktober 2021 de resterende aandelen van Dirk Huyck en Olivier Swolfs, die vervolgens ontslag namen uit het bestuur. Kort na de overname, op 30 oktober 2020, werd de aanstelling van Antoine Gobin als CEO van de club bekendgemaakt.
In het seizoen 2020-2021 eindigde de club op de voorlaatste plaats in 1A waardoor er barrages moesten gespeeld worden tegen RFC Seraing, dat tweede was geëindigd in 1B. Deze barrages werden verloren zodat Waasland-Beveren degradeerde naar Eerste Klasse B. 
In januari 2022 werd Jordi Condom de nieuwe sportief directeur en de nieuwe voorzitter werd Jo Van Moer, eigenaar van internationaal transportbedrijf Van Moer Logistics en vader van wielrenner Brent Van Moer. Waasland-Beveren was lange tijd op weg naar de tweede plaats in 1B wat recht gaf op barragematchen met het nummer 17 uit 1A, maar door wisselvallige prestaties in februari glipte RWDM de Waaslanders voorbij. Het trainersduo Marc Schneider en Pascal Cerrone werd eind februari ontslagen en vervangen door Jordi Condom tot het einde van het seizoen.

## Sportkring Beveren
Na een onderling akkoord met KSK Beveren veranderde Koninklijke Voetbalclub Red Star Waasland - Sportkring Beveren op 1 juli 2022 zijn roepnaam van Waasland-Beveren naar SK Beveren. Echter staat de club nog steeds als stamnummer 4068 en onder de naam Koninklijke Voetbalclub Red Star Waasland - Sportkring Beveren ingeschreven in de Belgische voetbalbond, het treed verder aan in de Challenger Pro League. Door dit akkoord kon KSK Beveren na 12 jaar opnieuw een mannenploeg onder het stamnummer 2300 inschrijven. Hierdoor verdween Yellow Blue SK Beveren en ging het op in KSK Beveren, het treed verder aan in 1e Provinciale Oost-Vlaanderen. 
Verder werd in het akkoord afgesloten dat beide teams vanaf het seizoen 2022-2023 onder het logo van KSK Beveren verder spelen. 
Op het einde van het seizoen 2023 werd Wim De Decker aangesteld die in juni 2024 dan weer ontslagen werd.
Aan het begin van seizoen 2024-2025 werd Bob Peeters, die eerder al trainer was, aangesteld als General Manager (Sportief Directeur). In deze rol nam hij het sportieve volledig voor zijn rekening. Hij stelde Marinck Reedijck aan als nieuwe T1.
Het seizoen 2024-2025 begon met een mooie overwinning tegen Lommel, maar al snel ging het bergaf en bleven resultaten uit. Bob Peeters besloot in te grijpen en versterkte het team tijdens de winterstop wat resulteerde in een sterke terugronde met slechts twee nederlagen. Beveren wist zich vlot te plaatsen voor de eindronde waarin het over twee wedstrijden ten onder ging tegen Patro Eisden Maasmechelen.

## Resultaten
| Seizoen                                                                                         | Klasse | Klasse | Klasse | Klasse | Klasse | Klasse | Klasse | Klasse | Klasse | Reeks                                                    | Punten                                                   | Opmerkingen                                                                                | Beker                                                    |
|                                                                                                 | I      | I      | II     | III    | IV     | P.1    | P.2    | P.3    | P.4    |                                                          |                                                          |                                                                                            |                                                          |
| ----------------------------------------------------------------------------------------------- | ------ | ------ | ------ | ------ | ------ | ------ | ------ | ------ | ------ | -------------------------------------------------------- | -------------------------------------------------------- | ------------------------------------------------------------------------------------------ | -------------------------------------------------------- |
| als KFC Red Star Haasdonk (Koninklijke Football Club Red Star Haasdonk)                         |        |        |        |        |        |        |        |        |        |                                                          |                                                          |                                                                                            |                                                          |
| 1996/97                                                                                         |        |        |        |        |        | 8      |        |        |        | Eerste prov. O-Vl                                        | 44                                                       |                                                                                            |                                                          |
| 1997/98                                                                                         |        |        |        |        |        | 8      |        |        |        | Eerste prov. O-Vl                                        | 40                                                       |                                                                                            |                                                          |
| 1997/98                                                                                         |        |        |        |        |        | 11     |        |        |        | Eerste prov. O-Vl                                        | 35                                                       |                                                                                            |                                                          |
| 1998/99                                                                                         |        |        |        |        |        | 12     |        |        |        | Eerste prov. O-Vl                                        | 37                                                       |                                                                                            |                                                          |
| 1999/00                                                                                         |        |        |        |        |        | 1      |        |        |        | Eerste prov. O-Vl                                        | 67                                                       |                                                                                            |                                                          |
| 2000/01                                                                                         |        |        |        |        | 1      |        |        |        |        | Vierde klasse A                                          | 58                                                       |                                                                                            |                                                          |
| 2001/02                                                                                         |        |        |        | 6      |        |        |        |        |        | Derde klasse A                                           | 46                                                       |                                                                                            |                                                          |
| als KV Red Star Waasland (Koninklijke Voetbalclub Red Star Waasland)                            |        |        |        |        |        |        |        |        |        |                                                          |                                                          |                                                                                            |                                                          |
| 2002/03                                                                                         |        |        |        | 8      |        |        |        |        |        | Derde klasse A                                           | 37                                                       |                                                                                            |                                                          |
| 2003/04                                                                                         |        |        |        | 1      |        |        |        |        |        | Derde klasse A                                           | 64                                                       |                                                                                            |                                                          |
| 2004/05                                                                                         |        |        | 5      |        |        |        |        |        |        | Tweede klasse                                            | 50                                                       | Derde in eindronde met 2 punten                                                            | 1/8                                                      |
| 2005/06                                                                                         |        |        | 4      |        |        |        |        |        |        | Tweede klasse                                            | 53                                                       |                                                                                            | 1/4                                                      |
| 2006/07                                                                                         |        |        | 14     |        |        |        |        |        |        | Tweede klasse                                            | 39                                                       |                                                                                            | 1/16                                                     |
| 2007/08                                                                                         |        |        | 14     |        |        |        |        |        |        | Tweede klasse                                            | 43                                                       |                                                                                            | v                                                        |
| 2008/09                                                                                         |        |        | 4      |        |        |        |        |        |        | Tweede klasse                                            | 55                                                       | verlies in kwalificatiewedstrijden voor eindrondedeelname tegen K. Lierse SK               | 1/16                                                     |
| 2009/10                                                                                         |        |        | 6      |        |        |        |        |        |        | Tweede klasse                                            | 52                                                       |                                                                                            | 1/16                                                     |
| als KVRS Waasland - SK Beveren (Koninklijke Voetbalclub Red Star Waasland - Sportkring Beveren) |        |        |        |        |        |        |        |        |        |                                                          |                                                          |                                                                                            |                                                          |
| 2010/11                                                                                         |        |        | 4      |        |        |        |        |        |        | Tweede klasse                                            | 56                                                       | gedeelde eindrondewinst met RAEC Mons, maar verlies in onderlinge testwedstrijd            | 1/8                                                      |
| 2011/12                                                                                         |        |        | 2      |        |        |        |        |        |        | Tweede klasse                                            | 68                                                       | promotie door winst in een eindronde met KVC Westerlo, KAS Eupen en KV Oostende            | 1/16                                                     |
| 2012/13                                                                                         | 13     | 13     |        |        |        |        |        |        |        | Eerste klasse                                            | 30                                                       |                                                                                            | 1/8                                                      |
| 2013/14                                                                                         | 14     | 14     |        |        |        |        |        |        |        | Eerste klasse                                            | 31                                                       |                                                                                            | 1/8                                                      |
| 2014/15                                                                                         | 14     | 14     |        |        |        |        |        |        |        | Eerste klasse                                            | 26                                                       |                                                                                            | 1/16                                                     |
| 2015/16                                                                                         | 12     | 12     |        |        |        |        |        |        |        | Eerste klasse                                            | 33                                                       |                                                                                            | 1/8                                                      |
|                                                                                                 | 1A     | 1B     | 1Am    | 2Am    | 3Am    | P.1    | P.2    | P.3    | P.4    | Vanaf 2016-17 zijn er 3 nationale en 2 regionale niveaus | Vanaf 2016-17 zijn er 3 nationale en 2 regionale niveaus | Vanaf 2016-17 zijn er 3 nationale en 2 regionale niveaus                                   | Vanaf 2016-17 zijn er 3 nationale en 2 regionale niveaus |
| 2016/17                                                                                         | 14     |        |        |        |        |        |        |        |        | Eerste klasse A                                          | 30                                                       |                                                                                            | 1/8                                                      |
| 2017/18                                                                                         | 12     |        |        |        |        |        |        |        |        | Eerste klasse A                                          | 35                                                       |                                                                                            | 1/4                                                      |
| 2018/19                                                                                         | 15     |        |        |        |        |        |        |        |        | Eerste klasse A                                          | 27                                                       |                                                                                            | 1/16                                                     |
| 2019/20                                                                                         | 16     |        |        |        |        |        |        |        |        | Eerste klasse A                                          | 20                                                       |                                                                                            | 1/16                                                     |
| 2020/21                                                                                         | 17     |        |        |        |        |        |        |        |        | Eerste klasse A                                          | 31                                                       |                                                                                            | 1/16                                                     |
| 2021/22                                                                                         |        | 3      |        |        |        |        |        |        |        | Eerste klasse B                                          | 41                                                       |                                                                                            | v                                                        |
| als SK Beveren (Sportkring Beveren)                                                             |        |        |        |        |        |        |        |        |        |                                                          |                                                          |                                                                                            |                                                          |
| 2022/23                                                                                         |        | 2      |        |        |        |        |        |        |        | Eerste klasse B                                          | 68                                                       |                                                                                            |                                                          |
| 2023/24                                                                                         |        | 8      |        |        |        |        |        |        |        | Eerste klasse B                                          | 45                                                       |                                                                                            | 1/8                                                      |
| 2024/25                                                                                         |        | 4      |        |        |        |        |        |        |        | Eerste klasse B                                          | 51                                                       | Uitgeschakeld in de eindronde door Patro Eisden Maasmechelen met 3-2 (uit) en 1-2 (thuis). | 1/16                                                     |
| 2025/25                                                                                         |        | -      |        |        |        |        |        |        |        | Eerste klasse B                                          |                                                          |                                                                                            |                                                          |

## Spelerskern 2025-2026
| Rugnummer                  | Naam                  | Nationaliteit         | Geboortedatum | Vorige club           | Einde contract |
| -------------------------- | --------------------- | --------------------- | ------------- | --------------------- | -------------- |
| Keepers                    |                       |                       |               |                       |                |
| 1                          | Beau Reus             | Nederland             | 31-10-2001    | Jong AZ               | 30-06-2026     |
| 16                         | Maxim Deman           | België                | 23-10-2001    | KV Kortrijk           | 30-06-2027     |
| 84                         | Josua Lusamba         | Congo-Kinshasa        | 13-12-2004    | SK Beveren U21        | 30-06-2026     |
| Verdedigers                |                       |                       |               |                       |                |
| 3                          | Viktor Boone          | België                | 25-01-1998    | K Lierse SK           | 30-06-2027     |
| 4                          | Christophe Janssens   | België                | 09-03-1998    | Royal Francs Borains  | 30-06-2027     |
| 20                         | Dylan Dassy           | België                | 18-01-2003    | KV Mechelen           | 30-06-2026     |
| 21                         | Laurent Jans          | Luxemburg             | 05-08-1992    | SV Waldhof            | 30-06-2026     |
| 28                         | Abdul Aziz Ouédraogo  | Burkina Faso          | 28-11-2005    | Crystal Palace FC U21 | 30-06-2026     |
| 31                         | Bruno Godeau          | België                | 10-05-1992    | STVV                  | 30-06-2026     |
| 35                         | Yoni Gomis            | Frankrijk             | 23-09-2005    | RC Strasbourg         | 30-06-2026     |
| Middenvelders              |                       |                       |               |                       |                |
| 10                         | Guillaume De Schryver | België                | 04-11-1996    | KMSK Deinze           | 30-06-2026     |
| 18                         | Sieben Dewaele        | België                | 02-02-1999    | KV Oostende           | 30-06-2026     |
| 22                         | Christian Brüls       | België                | 30-09-1988    | geen                  | 30-06-2026     |
| 26                         | Noah Mawete Kinsiona  | Congo-Kinshasa België | 17-10-2005    | SL16 FC               | 30-06-2028     |
| 78                         | Jannes Van Hecke      | België                | 15-01-2002    | geen                  | 30-06-2026     |
| Aanvallers                 |                       |                       |               |                       |                |
| 7                          | Ilyes Najim           | Frankrijk             | 10-09-2002    | SM Caen               | 30-06-2027     |
| 8                          | Mathis Servais        | België                | 23-11-2004    | Club NXT              | 30-06-2026     |
| 11                         | Yutaka Michiwaki      | Japan                 | 05-04-2006    | Roasso Kumamoto       | 30-06-2025     |
| 17                         | Jearl Margaritha      | Curaçao Nederland     | 10-04-2000    | Phoenix Rising FC     | 30-06-2028     |
| 34                         | Kurt Abrahams         | Zuid-Afrika           | 30/12/1996    | geen                  | 30-06-2026     |
| 77                         | Hüseyin Ertürk        | Turkije               | 19-04-2006    | SK Beveren U21        | 30-06-2026     |
| 92                         | Lennart Mertens       | België                | 12-08-1992    | KMSK Deinze           | 30-06-2026     |
| Laatste update: 15/08/2025 |                       |                       |               |                       |                |